# Вайнъярд (Юта)
Вайнъярд (англ. Vineyard) — город в округе Юта (Юта, США).

## История
Первоначально созданная здесь община была так названа в честь находящихся рядом виноградников. Место для основания города было выбрано в 1899 году. Город официально был  образован в 1989 году.

## География
По данным Бюро переписи населения США, общая площадь города составляет 16,5 км², из которых 11,3 км² составляют суша и 5,2 км² — вода (31,53 % от всей территории).

## Население
| Год переписи                    | Нас.  |       | %±        |
| ------------------------------- | ----- | ----- | --------- |
| 1990                            | 151   |       | —         |
| 2000                            | 150   |       | −0,7%     |
| 2010                            | 139   |       | −7,3%     |
| 2018                            | 15000 | [ 5 ] | 10 691,4% |
| 1990–2018 U.S. Decennial Census |       |       |           |

Согласно Us Census 2015 Population Estimate, Вайнъярд продемонстрировал самый быстрый рост населения с 2013 по 2014 год и с 2014 по 2015 год среди всех городов США.
В городе родились: Рид Холдауэй и Walkara.